# Uladsimir Weramejenka
Uladsimir Uladsimirawitsch Weramejenka (belarussisch Уладзімір Уладзіміравіч Верамеенка, russisch Владимир Владимирович Веремеенко Wladimir Wladimirowitsch Weremejenko; * 21. Juli 1984 in Homel, BSSR, Sowjetunion), meist Vladimir Vereemenko, ist ein belarussischer Basketballspieler.

## Karriere
Weramejenka begann seine Profikarriere bei Awtodor Saratow. Anschließend ging er 2004 nach Sankt Petersburg zu Dynamo, die 2004 die Erstliga-Lizenz von Awtodor übernommen hatten. Mit BK Dynamo Sankt Petersburg spielte er die zwei folgenden Saisons in der FIBA-EuroChallenge, die sie 2005 gewannen.  
Nach der Auflösung von Dynamo wechselte er 2006 zu BK Chimki. In dieser Saison war er für das FIBA All-Star-Game nominiert, an dem er wegen einer Verletzung nicht teilnahm. Mit Chimki gewann er den russischen Pokal 2008 und wurde einmal Dritter und einmal Zweiter der russischen Meisterschaft. 
Nach zwei Jahren bei Chimki wechselte er im August 2008 zu UNICS Kasan, für die er zunächst eine Saison in der Basketball-Superleague und ab 2009 in der VTB United League spielte. Diese ernannte ihn zum MVP des Monats März 2012 und zum besten belarussischen Spieler 2012/13 und 2013/14. Mit UNICS gewann er wiederum zweimal den russischen Pokal (2009, 2014) und den EuroCup 2011. In der folgenden Saison spielte Weramejenka erstmals in der EuroLeague. UNICS erreichte dabei das Viertelfinale.
Im August 2014 unterschrieb Weramejenka beim spanischen Erstligisten Basket Saragossa 2002, wechselte jedoch bereits einen Monat später zu Banvit BK in die höchste türkische Spielklasse TBL, um dort einen erheblich besser dotierten Vertrag einzugehen. Während seiner Zeit für Banvit löste Weramejenka Andre Riddick als erfolgreichsten Rebounder des EuroCups mit 476 Rebounds in acht Saisons ab.
Zur Saison 2015/2016 unterzeichnete Weramejenka beim italienischen Erstliga-Club Grissin Bon Reggio Emilia. Durch dessen Teilnahme am EuroCup konnte Weramejenka seinen in der Vorsaison aufgestellten Rekord weiter erhöhen und führt seitdem mit 609 Rebounds in der Statistik der erfolgreichsten Rebounder.
Im August 2016 wechselte Weramejenka zum deutschen Erstligisten und EuroLeague-Teilnehmer Brose Bamberg, wo er einen Einjahresvertrag erhielt. Für den amtierenden deutschen Meister spielte er fortan in der BBL und in der EuroLeague. Mit den Franken gelang Weramejenka der Gewinn des Deutschen Pokals und der Deutschen Meisterschaft.
Nach der Saison wechselte Weramejenka zu dem russischen Basketballteam BK Nischni Nowgorod.

## Auszeichnungen und Erfolge

### Mit der Mannschaft
- Sieger der FIBA EuroChallenge: 2005
- 3× Russischer Pokalsieger: 2008, 2009, 2014
- Sieger des EuroCups: 2011
- Deutscher Pokalsieger: 2017
- Deutscher Meister: 2017

### Persönliche Auszeichnungen
- MVP des Monats März der Saison 2011/12 in der VTB.
- Best National Player (Belarus) in den Saisons 2012/13 und 2013/14 in der VTB.